# Враца (община)
Враца (болг. Община Враца) — община в Болгарии. Входит в состав Врачанской области. Население составляет 83 860 человек (на 15 мая 2008 года).
Административный центр — город Враца.

## Состав общины
В состав общины входят следующие населённые пункты:
1. Баница
2. Бели-Извор
3. Веслец
4. Вировско
5. Власатица
6. Враца
7. Вырбица
8. Голямо-Пештене
9. Горно-Пештене
10. Девене
11. Згориград
12. Костелево
13. Лиляче
14. Лютаджик
15. Мало-Пештене
16. Мраморен
17. Нефела
18. Оходен
19. Паволче
20. Тишевица
21. Три-Кладенци
22. Челопек
23. Чирен